# Långsides

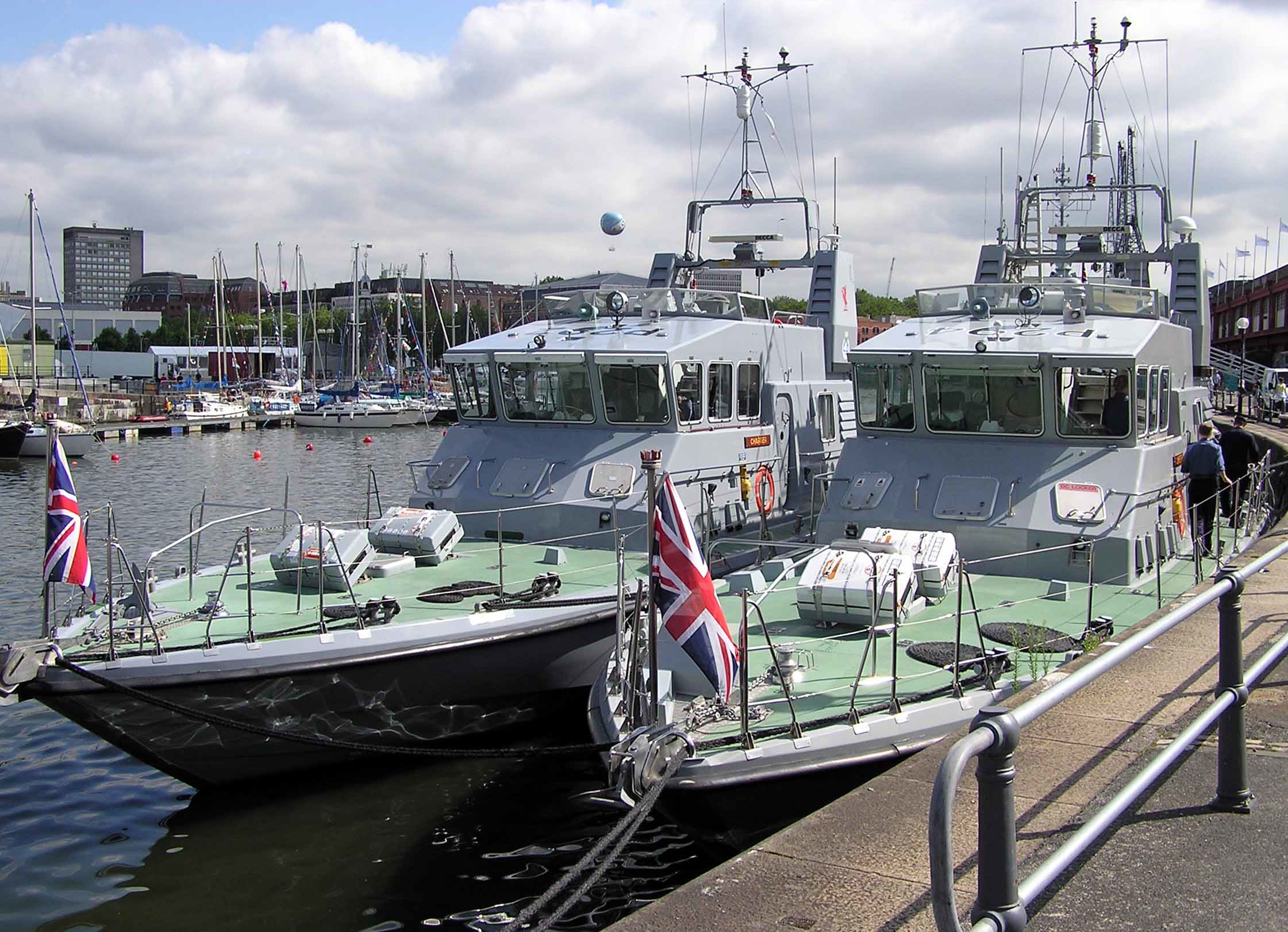
Två patrullbåtar som ligger långsides varandra och kajen.

Långsides (engelska: alongside), uttryck med betydelsen längs med fartygets sida. Ofta föreskives att ett fartygs last ska avlämnas "alongside", med andra ord på kajen så nära att den kan nås av fartygets egna lastanordningar.